# クローディン6
クローディン6（英: claudin-6）は、約23 kDa（キロダルトン）の膜タンパク質である。細胞膜を4回貫通しており、N末端とC末端は細胞質にある。C末端のチロシン-バリンを含む保存されたPDZ結合モチーフを介してタイトジャンクション裏打ちタンパク質のZO-1と結合する。

## 機能と疾患
クローディン6は胎児期のほぼ全ての上皮に発現し、クローディン7とともにバリア機能を担っていると考えられている。上皮の分化や腫瘍の悪性化などに影響を与えるという主張もあるが支持されていない。
実際に、クローディン6のノックアウトマウスは特に表現型がなく正常に発育・生殖するため、上皮の分化には必要ではないと考えられる。
また、オクルディンやクローディン1とともにC型肝炎ウイルスの受容体として働きうると報告されている。
一部のがんでは異所的な発現が見られるため、CAR-T療法の標的として活用する試みがなされている。
さらに、積極的にmRNAワクチンによってクローディン６を発現させCAR-Tの増殖を維持する療法も模索されている。